# Miquel Àngel Pasqual
Miguel Àngel Pascual (Mataró, 4 de enero de 1949) es un cantante y el miembro barbudo del grupo La Trinca formado también por Josep Maria Mainat y Toni Cruz. 
Toda su vida ha vivido en Canet de Mar, Maresme. De pequeño estudió en la escuela «Hermanos Iglesias» e incluso se planteó seriamente la posibilidad de acceder al sacerdocio. A los 19 años, se involucra en los grupos de Cruz y Mainat, «The blue cabritos» y «Enfants terribles» y, finalmente, en 1969, los tres crean La Trinca. 
En 1994, 7 años después de que el grupo se dedicara en exclusiva a la producción audiovisual en Gestmusic, tuvo problemas de salud y decidió vender su parte al grupo neerlandés Endemol facilitando de esta manera la expansión de la productora en el mundo. 
Dedicado a negocios particulares, no ha dejado nunca los escenarios y desde el 2009, con Pep Picas, crean el grupo La Brinca. También trabaja en la creación de temas para el grupo Por Pimientos. Ambos grupos tienen una fuerte raíz trincaire.
- Datos: Q11936993